# 颱風苗柏 (2022年)
颱風苗柏（英語：Typhoon Merbok，國際編號：2213，聯合颱風警報中心：WP152022）是2022年太平洋颱風季第13個被命名的風暴。「苗柏」（Merbok，國際音標：[ˈmɚbok]）一名由馬來西亞提供，即斑馬鳩，常見於郊外和荒地，為馬來人喜愛飼養的一種雀鳥。

## 發展過程
9月9日，一個熱帶擾動在威克島西北方海域生成，美國海軍研究實驗室給予擾動編號93W。上午8時，日本氣象廳將其升格為熱帶低氣壓。下午2時，日本氣象廳將其降格為低壓區。
9月10日上午8時，聯合颱風警報中心將其評級提升為「中」。下午2時，日本氣象廳再度將其升格為熱帶低氣壓。
9月11日凌晨1時30分，聯合颱風警報中心將其評級提升為「高」，並對其發布熱帶氣旋形成警報。凌晨2時，聯合颱風警報中心將其升格為熱帶性低氣壓，給予熱帶氣旋編號15W。下午2時，日本氣象廳對其發布烈風警報，同時，台灣中央氣象局將其升格為熱帶性低氣壓，給予編號TD16。晚間8時，聯合颱風警報中心率先將其升格為熱帶風暴。
9月12日上午8時，日本氣象廳將其升格為熱帶風暴，給予國際編號2213，並命名「苗柏」。同時，台灣中央氣象局將其升格為輕度颱風。晚間8時，日本氣象廳將其升格為強烈熱帶風暴。
9月14日凌晨2時，日本氣象廳及聯合颱風警報中心將其升格為颱風。同時，台灣中央氣象局將其升格為中度颱風。
9月15日下午2時，日本氣象廳表示苗柏轉化為溫帶氣旋。上午11時，聯合颱風警報中心對其發出最後警告。
然而，轉化為溫帶氣旋的苗柏仍然維持著颶風級的風力朝東北移動，并在9月16日開始吹襲美國阿拉斯加州。

## 影響

### 阿拉斯加
轉化為溫帶氣旋後，苗柏北上吹襲美國阿拉斯加州，造成重大破壞。美國國家氣象局描述說，濱海城市諾姆沿岸的浪高直逼3.3公尺，創1974年以來新高。時任州長邁克·鄧利維於17日宣布進入緊急狀態。根據以往的統計，17日的水位比正常水平高出9英尺，超過了2004年和2011年時猛烈風暴造成的峰值紀錄。不過，截至當晚，阿拉斯加國土安全和應急管理部表示，風暴沒有造成傷亡。

## 外部連結
| 太平洋颱風季             |
| 主題頁 - 專題 - 編輯指南 |

- （日語）日本氣象廳首頁 （页面存档备份，存于）
- （英文）聯合颱風警報中心首頁 （页面存档备份，存于）
- （简体中文）中國國家氣象中心首頁 （页面存档备份，存于）
- （繁體中文）臺灣中央氣象局首頁 （页面存档备份，存于）
- （繁體中文）香港天文台首頁 （页面存档备份，存于）
- （繁體中文）澳門地球物理暨氣象局首頁 （页面存档备份，存于）
- （英文）菲律賓大氣地球物理和天文管理局 惡劣天氣公告 （页面存档备份，存于）
- （泰文）泰國氣象局首頁 （页面存档备份，存于）